# Skyscraper (2018)
Skyscraper (englisch für Wolkenkratzer) ist ein US-amerikanischer Actionfilm aus dem Jahr 2018, geschrieben und inszeniert von Rawson Marshall Thurber. Im Film spielen Dwayne Johnson, Neve Campbell, Chin Han, Roland Møller, Noah Taylor, Byron Mann, Pablo Schreiber und Hannah Quinlivan eine Rolle. Die Geschichte handelt von einem ehemaligen FBI-Agenten, der seine Familie aus einem neu gebauten Hochhaus – dem höchsten der Welt – retten muss, nachdem es von Terroristen übernommen worden ist.
Die Dreharbeiten begannen im September 2017 in Vancouver, Kanada. Der Film wurde am 12. Juli in Deutschland und am 13. Juli 2018 in den USA von Universal Pictures in 2D- und 3D-Kinos veröffentlicht.

## Handlung
Der ehemalige Marine Will Sawyer ist Leiter eines FBI-Geiselrettungsteams, der bei einer fehlgeschlagenen Geiselbefreiung einen Unterschenkel verliert. Im Krankenhaus lernt er seine zukünftige Frau Sarah kennen. Zehn Jahre später ist Sawyer privater Sicherheitsberater und wird auf Empfehlung seines früheren Teamkameraden Gillespie für den Magnaten Zhao Long Ji tätig. Dieser hat in Hongkong mit dem Pearl den höchsten und fortschrittlichsten Wolkenkratzer der Welt gebaut. Sawyer soll den Sicherheitsstatus des Neubaus begutachten, was Voraussetzung für den Abschluss der Gebäudeversicherung ist. Seine Frau Sarah und ihre beiden Kinder Georgia und Henry begleiten ihn und wohnen mit ihm während seiner Arbeit im noch nicht eröffneten Wohnbereich des Pearl.
Sawyer trifft sich in der Spitze des Pearl mit Zhao, Gillespie, dem Sicherheitsdirektor Okeke und dem Vertreter des zukünftigen Versicherers, Pierce, um sein Gutachten zu übergeben. Zwar haben die Feuer- und Sicherheitsmaßnahmen seine Tests bestanden, jedoch steht die Inspektion der Sicherheitszentrale, die an einem Standort in Hongkong untergebracht ist, noch aus. Sawyer erhält von Zhao zu diesem Zweck ein Tablet, das ihm vollständige Kontrolle aller Systeme des Pearl gewährt. Auf dem Weg dorthin wird Sawyers Tasche von einem bewaffneten Mann geraubt. Als Gillespie erfährt, dass Sawyer das Tablet noch hat, greift er ihn an und enthüllt, dass er für den internationalen Terroristen Kores Botha arbeitet, der einen Angriff auf das Pearl vorhat. Nachdem Sawyer Gillespie getötet hat, wird er auf dem Rückweg zum Pearl von Bothas Handlangerin Xia überwältigt, die ihm das Tablet abnimmt. Sie und ihre Männer besetzen die Sicherheitszentrale und deaktivieren die Feuerlöschsysteme des Pearl.
Botha bricht währenddessen mit seinen Helfern ins Pearl ein und legt im 96. Stock ein Feuer, um auf diese Weise eine Barriere zwischen den unteren und oberen Stockwerken zu schaffen. Sarah verbarrikadiert sich mit ihren Kindern in der Wohnung. Zhao und Okeke schicken Sicherheitsleute zu Sawyers Familie, diese werden jedoch von Bothas Männern getötet; Sarah und die Kinder können fliehen. Auf Drängen von Pierce ordnet Zhao die Evakuierung via Helikopter an, auf dem Weg dorthin werden jedoch alle Männer Zhaos von Pierce getötet, der sich als Agent Bothas herausstellt. Zhao kann in sein einbruchssicheres Apartment fliehen.
Auf dem Boden verdächtigt unterdessen Inspektor Wu von der Hongkonger Polizei Sawyer, an dem Anschlag beteiligt zu sein, und will ihn festnehmen. Sawyer kann fliehen und bahnt sich seinen Weg ins Pearl, um seine Familie zu retten. Durch einen spektakulären Sprung von einem benachbarten Kran überwindet er das Feuer. Sawyer begegnet auf seinem Weg nach oben Pierce und tötet ihn, als dieser Sawyers Familie bedroht. Jedoch wird Georgia dabei von den anderen getrennt. Will schickt Sarah und Henry mit einem Aufzug im freien Fall nach unten durch das Feuer, wo sie dank der Notbremsen sicher ankommen. Am Boden erklärt Sarah Wu die Situation und erläutert, dass Bothas Männer vermutlich mit Fallschirmen vom Gebäude fliehen wollen, findet aber kein Gehör.
Sawyer sucht derweil nach Georgia, die von Botha gefangen genommen worden ist. Dieser zwingt ihn, Zhao aus seinem gesicherten Apartment zu holen und zu ihm zum Helipad zu bringen. Durch eine waghalsige Kletterpartie an der Außenseite und durch die Windturbinen kann Sawyer ein Panel bedienen, das ihm Zugang gewährt. Zhao erklärt ihm, dass Botha für drei Verbrechersyndikate Erpressungen organisiere und auch er als Bauunternehmer an ihn zahlen musste. Er habe aber seine digitalen Zahlungen nachverfolgt und so belastendes Material gegen die Syndikate gesammelt. Bothas Attacke diene dazu, die Beweisdaten zu neutralisieren. Gemeinsam treten sie Botha gegenüber, vorgeblich, um die Daten gegen Georgia zu tauschen. Sie verwirren ihre Gegner mit dem digitalen Projektionssystem des gläsernen Rundbaus an der Spitze des Gebäudes und schalten einen nach dem anderen aus. Als Botha schließlich droht, Georgia ins Feuer zu werfen, kann Sawyer ihn besiegen und Georgia retten. Sie sind jedoch im Feuer gefangen.
Auf Sarahs Drängen hin kann die Hongkonger Polizei mittlerweile in der Landezone Xia und ihre Männer überwältigen; Sarah fällt dabei das geraubte Steuerungstablet in die Hände. Während die gesamte obere Hälfte des Pearl in Flammen steht und Will keinen Fluchtweg mehr sieht, kann Sarah die Systeme des Wolkenkratzers mit dem Tablet neu starten. Die Feuerlöschanlage springt wieder an und löscht den Brand. Sawyer, Georgia und Zhao werden mit dem Helikopter gerettet und Sawyer mit seiner Familie wieder vereint. Zhao will das Pearl wieder aufbauen.

## Produktion
Am 26. Mai 2016 wurde bekannt gegeben, dass Legendary Entertainment den Bieterkrieg für den Action-Abenteuerfilm Skyscraper aus China gewonnen hatte, in dem Dwayne Johnson als Hauptdarsteller agieren würde. Als Drehbuchautor, Regisseur und Produzent fungiert Rawson Marshall Thurber. Beau Flynn produziert den Film über seine Flynn Picture Company mit Johnsons Seven Bucks Productions, während Universal Pictures die Vertriebsrechte übernehmen würde. Am 22. Juni 2017 wurde berichtet, dass Neve Campbell das Projekt unterzeichnet hatte, um zusammen mit Johnson zu spielen, der einen ehemaligen FBI-Geisel-Rettungsteam-Führer und Kriegsveteran und jetzt Sicherheitsvorstand für Wolkenkratzer spielen würde. Im Juli 2017 schlossen sich Chin Han und Pablo Schreiber der Besetzung des Films an. Im August 2017 wurde die Besetzung durch Byron Mann und Hannah Quinlivan ergänzt, während Variety ein paar Tage später bestätigte, dass auch Noah Taylor in dem Film besetzt worden war. Am 22. August 2017 wurde Roland Møller für eine der Hauptrollen in die Besetzung des Films aufgenommen.

## Veröffentlichung
Skyscraper wurde am 13. Juli 2018 von Universal Pictures in den USA sowie in mehreren internationalen Gebieten in 3D- und Standardformaten veröffentlicht. Der Film sicherte sich auch einen Veröffentlichungstermin am 20. Juli 2018 in China.
Universal veröffentlichte den ersten offiziellen Trailer im Februar 2018 und den zweiten Trailer am 23. Mai 2018. Die Premiere von Skyscraper fand am 1. Juli in Peking statt. Der Film spielte bei Produktionskosten von rund 125 Mio. US-Dollar weltweit 304,9 Millionen US-Dollar ein, davon allein 98,4 Millionen in China.

## Rezeption
Bei Rotten Tomatoes erreichte der Film eine Punktzahl von 48 Prozent, basierend auf 290 Kritiken.
Bei Metacritic bekam Skyscraper eine Zustimmungsrate von 51/100, basierend auf 43 Kritiken.